# Pasaje a la India
Pasaje a la India es una película britanoestadounidense de 1984, dirigida por David Lean. Protagonizada por Judy Davis, Peggy Ashcroft y Victor Banerjee en los papeles principales. Basada en la novela homónima de E. M. Forster.

## Argumento
La trama se desarrolla en la década de 1920, durante el período de la creciente influencia del Movimiento de independencia indio en el llamado Raj británico.
Adela Quested (Judy Davis), acompañada por la señora Moore (Peggy Ashcroft), son dos damas británicas que parten de viaje hacia India, para visitar a Ronny Heaslop (Nigel Havers), un magistrado local de un pueblo de provincia, Chandrapore. Heaslop es el hijo de la señora Moore y el prometido de Adela.
Ya en India, ambas damas muestran su interés en conocer la cultura y a los habitantes nativos. El superintendente educacional, Richard Fielding (James Fox), las presenta a un anciano y excéntrico erudito brahmán, el profesor Godbole (Alec Guinness). La comunidad británica del lugar les aconseja que es mejor tomar distancia con los nativos. Sin embargo, durante una visita a una mezquita cercana, la señora Moore conoce al doctor Aziz Ahmed (Victor Banerjee), un viudo empobrecido, a quién más tarde presenta a Adela. El doctor estaba completamente asimilado al modo británico en su hablar y en su vestir. 
En una ocasión, ambas damas expresan su aburrimiento por la forma de vida colonial de la comunidad británica, que incluían el ritual del té a las cinco de la tarde, el críquet, y el polo; el doctor Aziz se ofrece como guía de excursión a las remotas cavernas de Marabar.
Se organiza el viaje, y ya en el lugar comienza la exploración de las cavernas. Al poco rato, la señora Moore sufre una sensación de claustrofobia, que la obliga a regresar al exterior; posteriormente convence a los demás de seguir sin ella.
Adela y el dr. Aziz continúan la exploración, y antes de entrar en una caverna más alejada, el doctor se detiene para fumar un cigarrillo. Cuando termina de fumar, va en busca de Adela, pero solo la divisa a la distancia, corriendo apresuradamente colina abajo, ensangrentada y desgreñada.
Apenas de regreso al pueblo, el doctor es apresado, acusado de intento de violación. Esto provoca un tumulto entre británicos e indios, que se extiende entre la comunidad británica en India.
Llega el momento del juicio, y la señora Moore declara su convicción sobre la inocencia del doctor, y manifiesta que no declarará en contra de él. Se resuelve su regreso a Inglaterra, pero durante el trayecto sufre un infarto y muere, realizándose su funeral en el mar.
En India, la situación cambia cuando, para consternación del magistrado Ronny Heaslop y de todos los británicos, Adela retira los cargos en contra del doctor.
Toda la comunidad británica se ve forzada a una vergonzosa retirada, mientras ven cómo los indios se llevan al exonerado de la sala del tribunal, entre vítores, cargándolo en los hombros.
Consecuentemente Adela rompe su compromiso con Heaslop y abandona la India. El doctor Aziz deja atrás sus costumbres británicas y sus relaciones con ellos, y se retira al norte, vistiendo sus ropas tradicionales, para abrir una clínica allí. 
Pasan los años y el doctor Aziz permanece resentido y amargado, pero finalmente le escribe a Adela para transmitirle sus agradecimientos y su perdón por lo sucedido.

## Reparto
- Judy Davis - Adela Quested
- Peggy Ashcroft - Señora Moore
- Victor Banerjee - Doctor Aziz Ahmed
- James Fox  - Richard Fielding
- Alec Guinness - Profesor Godbole
- Nigel Havers - Ronny Heaslop
- Michael Culver - Mayor McBryde
- Clive Swift - Mayor Callendar
- Art Malik - Ali
- Saeed Jaffrey - Abogado Hamidullah
- Roshan Seth - Abogado Amrit Rao
- Richard Wilson - Turton

## Premios
Premio Oscar 1985:
- a la mejor actriz secundaria (Peggy Ashcroft)
- a la mejor música (Maurice Jarre)

Premio BAFTA 1986:
- a la mejor actriz (Peggy Ashcroft)

Premio Globo de Oro 1985:
- a la mejor película
- a la mejor música (Maurice Jarre)
- a la mejor actuación en un papel secundario – cine (Peggy Ashcrof)

Premio NYFCC 1984:
- a la mejor actriz (Peggy Ashcrof )
- al mejor director (David Lean)
- a la mejor película

Premio National Board of Review 1984:
- al mejor actor (Victor Banerjee)
- a la mejor actriz (Peggy Ashcroft)
- al mejor director (David Lean)
- a la mejor película

Premio LAFCA 1984:
- a la mejor actriz secundaria (Peggy Ashcroft)

Premio BSFC 1985:
- a la mejor actriz (Judy Davis)
- a la mejor actriz secundaria (Peggy Ashcroft)

Premio Kansas City Film Critics Circle 1985:
- al mejor director (David Lean)
- a la mejor película
- a la mejor actriz secundaria (Peggy Ashcroft)

Premio Evening Standard British Film Award 1986:
- al mejor actor (Victor Banerjee)